# Harmsworth-Insel

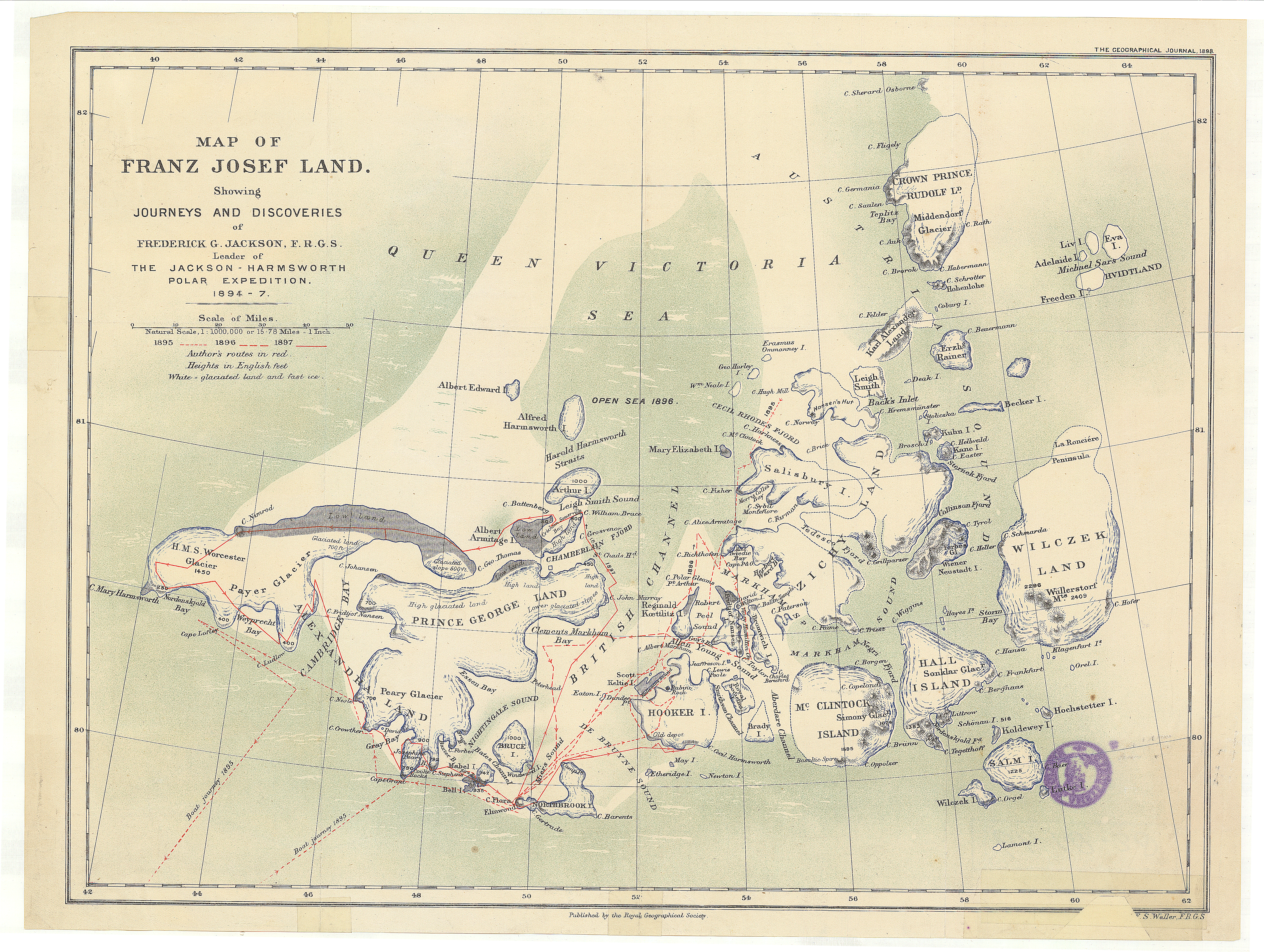
Jacksons Karte Franz-Josef-Lands mit Alfred Harmsworth Island und Albert Edward Island (1898)

Harmsworth-Insel (auch: Harmsworth-Land, Alfred-Harmsworth-Insel) ist der Name einer Phantominsel im Archipel Franz-Josef-Land im Nordpolarmeer. Sie wurde während der Jackson-Harmsworth-Expedition (1894–1897) nordwestlich von Prinz-Georg-Land gesichtet und nach dem Finanzier der Expedition, dem britischen Verleger Alfred Harmsworth benannt.
1931 erforschten sowohl das deutsche Luftschiff Graf Zeppelin als auch der sowjetische Eisbrecher Malygin, die sich bei Franz-Joseph-Land trafen, die Inselgruppe. Die deutschen Luftfahrer verwarfen die Existenz der Harmsworth-Insel und der Albert-Eduard-Insel, da sie bei ihren überlieferten Positionen jeweils bis zum Horizont kein Land sahen. Die sowjetischen Forscher kamen nach unterschiedlichen Quellen entweder zu demselben Schluss oder betrachteten Harmsworth als Teil der Arthur-Insel. Nach 1931 verschwand die Insel von den Landkarten.